# Kaliska Piesza Pielgrzymka na Jasną Górę
Kaliska Piesza Pielgrzymka na Jasną Górę – coroczna piesza pielgrzymka na Jasną Górę wyruszająca z Kalisza od 1637 roku, jedna z najstarszych w Polsce.

## Trasa
Trasa pielgrzymki prowadzi z Kalisza do Częstochowy przez: Głuszynę, Wieluń, Krzepice, Kłobuck. Łącznie w obie strony pielgrzymi pokonują łącznie ok. 320 km., gdyż kaliska pielgrzymka również wraca pieszo do Kalisza.
Punktem startowym oraz końcowym jest Sanktuarium św. Józefa z Nazaretu w Kaliszu.

## Historia

### Początki (XVII wiek)
Zgodnie z archiwaliami jasnogórskimi, najstarsza udokumentowana pielgrzymka z Kalisza na Jasną Górę odbyła się w 1637 roku, co lokuje ją na drugim miejscu pod względem chronologii w Polsce. Starsza jest pielgrzymka z Gliwic, zapoczątkowana w 1626 roku. Na podstawie zachowanych źródeł ustalono, że tradycja kaliska charakteryzuje się najdłuższą, nieprzerwaną ciągłością: coroczne przybycia do sanktuarium odbywają się bez przerw od momentu jej powstania. Gliwicka pielgrzymka natomiast przez dwie dekady wyruszała, lecz nie docierała do celu.
Jasnogórskie archiwa podają jako datę pierwszej pielgrzymki rok 1637 i od tamtego wydarzenia numerowane są kolejne pielgrzymki (np. pielgrzymka z 2024 roku była liczona jako 387.), lecz istnieją starsze dokumenty, potwierdzające pielgrzymki z Kalisza: w 1607 roku na Jasną Górę wyruszyła grupa sodalistów z kolegium jezuitów w Kaliszu, której kapelanem był Szymon Wysocki, a w 1618 wyruszyła zorganizowana przez Bractwo Męki Pańskiej pielgrzymka z kościoła ojców franciszkanów.

### PRL
W Polskiej Rzeczpospolitej Ludowej władze wprowadzały szereg przepisów utrudniających organizację pielgrzymek. Od 1949 roku wymagane było uzyskanie pozwoleń w prezydiach powiatowych rad narodowych, w związku z czym należało podawać listę nazwisk organizatorów oraz przewodników, a czasami pełną listę wszystkich uczestników. Według przepisów wprowadzonych w 1953 roku w każdej pielgrzymce musiał brać udział lekarz, a od 1954 roku również pielęgniarka i weterynarz. Niektóre źródła, powołując się na relacje Czesława Ryszki zamieszczone w książce Od Józefa do Maryi. Od Maryi do Józefa, podają informację, iż od 1953 roku pielgrzymki były zakazane.
W 1953 roku pątnicy opuszczali Kalisz pojedynczo. Za miastem wykonali przyozdobiony koroną cierniową krzyż z gałęzi brzozy, który nieśli na Jasną Górę. Ta pielgrzymka dotarła do celu mimo zatrzymania jej Godzieszach, gdzie pielgrzymów przesłuchano i sfotografowano oraz polecono im wrócić do domów. Podobnie było w 1954 roku – pielgrzymka została siłą powstrzymana w Kłobucku, przez co wędrowcy musieli omijać miasto polami.
W latach 1958–1963 pielgrzymka przebiegała inną trasą ze względu na reperkusje wyciągane przez władze wobec mieszkańców Głuszyny, którzy udzielali noclegu i dzielili się pożywieniem z pielgrzymami. W związku z tym pielgrzymi nocowali w Czajkowie. W 1960 roku milicja zatrzymywała i przesłuchiwała pielgrzymów, nakładając grzywnę na osoby niosące krzyż. Wśród ukaranych znalazł się Ryszard Przybyła (wysokość grzywny wynosiła 5 tys. zł) – wieloletni uczestnik kaliskich pielgrzymek – wskutek czego zmarł w wyniku zawału. Jego pogrzeb odbył się w Kolegiacie św. Pawła Apostoła w Kaliszu i przerodził się w manifestację religijną.
Obowiązkowe zgłaszanie pielgrzymek i uzyskiwanie pozwoleń utrzymała ustawa o zgromadzeniach z 1962 roku. W tamtym roku władze odmawiały zgód pielgrzymkom, jako uzasadnienie podając zagrożenie ruchu drogowego związane z przemarszem pielgrzymów, co miałoby prowadzić do zamieszania, zakłócania spokoju i porządku publicznego.
W 1963 roku władze zakazały wszystkich pielgrzymek na Jasną Górę z powodu epidemii ospy. Środowisko katolickie upatrywało w tym pretekst władz do kolejnych ograniczeń. Do Częstochowy miały być wpuszczane tylko osoby zaszczepione na cholerę oraz dur brzuszny. Trudnością w pokonaniu trasy pielgrzymki były zamknięte sklepy spożywcze, a także milicyjne obławy wyłapujące pielgrzymów i karzące ich grzywnami. Z tych powodów część pielgrzymów miała rezygnować z dalszej trasy i nie docierać do Jasnej Góry. Mieszkańcy wsi na trasie pomagali jednak pielgrzymom w dotarciu do celu, potajemnie nocując ich w stodołach i dostarczając jedzenia. W Brzezinach uzbrojeni w cepy mieszkańcy mieli chronić pielgrzymów przed milicją. Pielgrzymka przekradała się małymi grupami bez księdza oraz krzyża, aby uniknąć represji. We wsi Opatów jedna z uczestniczek pielgrzymki – Zofia Kędzierska – zaproponowała, aby młodzi dobrali się w pary i udawali, że idą do Urzędu Stanu Cywilnego, który znajdował się naprzeciwko kościoła. W grupie jednak znajdował się konfident, przez co autorka pomysłu została ukarana grzywną zamienioną na areszt. 
W 1982 roku w pielgrzymce wzięło udział 1500 osób, mimo trwania wprowadzonego w grudniu 1981 roku stanu wojennego.

### XXI wiek
W 2020 roku wprowadzono w Polsce obostrzenia, w związku z pandemią COVID-19. Z tego powodu pielgrzymka odbywała się w tzw. sposób sztafetowy. Całość trasy szła tylko wąska grupa organizatorów, natomiast reszta pielgrzymów pokonywała tylko odcinek trasy i wracała do domu. Dodatkowo zgodnie z wytycznymi sanepidu, ograniczono liczbę uczestników i wprowadzono zasadę 2-metrowych odstępów. W 2021 roku, mimo trwającej w Polsce pandemii, zdecydowano się na powrót do tradycyjnej formy pielgrzymki, rezygnując z tzw. sztafety.